# الیزابت یانگ
الیزابت یانگ (انگلیسی: Elizabeth Young؛ ‏ ۳ سپتامبر ۱۹۱۳ – ۲ مارس ۲۰۰۷) بازیگر اهل ایالات متحده آمریکا بود.
از فیلم‌ها یا برنامه‌های تلویزیونی که وی در آن نقش داشته‌است، می‌توان به ملکه کریستینا اشاره کرد.